# República de Cunani
A República Independente da Guiana, ou República de Cunani, surgida no atual Amapá, fronteiriço ao território francês da Guiana, foi fundada em 1886 pelos habitantes de Cunani com alguns aventureiros franceses e escravos fugitivos em uma enorme área disputada de 350 000 km2 entre a França e o Império Brasileiro. Esta república, presidida por Jules Gros, não foi reconhecida pela França ou pelo Brasil. Ele será declarado independente novamente em 1904, sob o nome de Estado Livre de Cunani, antes de desaparecer completamente em 1912.

## A Primeira República (1886-1887)

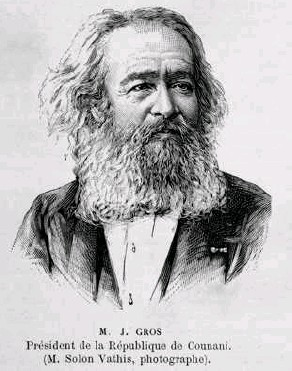
Jules Gros, fundador da primeira República.

O atual Estado do Amapá se estende do Rio Amazonas ao Oiapoque, e a parte entre os rios Oiapoque e Araguari era contestada pela França. Enquanto o Brasil e a França não chegavam a um acordo na disputa territorial sobre a região, aventureiros e comerciantes de várias nacionalidades passam a explorá-la e afinal ali fundaram, em 1886, a República de Cunani, exatamente na região contestada pela França. A capital era a Vila de Cunani, que na época era habitada por 300 pessoas. O termo cunani vem do tupi: era como os índios chamavam o tucunaré, um peixe da região amazônica. 
Os comerciantes escolheram como chefe do novo estado, o francês Jules Gros, integrante da Sociedade de Geografia Comercial de Paris e que foi nomeado presidente vitalício de Cunani. O governo de Cunani, assim como seus ministérios, funcionava em Paris, na França. Emitiu selos e cunhou moedas  - hoje raridades, muito procuradas por colecionadores. Foram criados  também a bandeira, o brasão da república e até a condecoração Ordem da Cavalaria Estrela de Cunani, para premiar os simpáticos à causa. A concessão de tal ordem era vendida, sob a justificativa de arrecadar fundos para a nova república, o que rendeu bons proventos financeiros a Jules Gros. Todavia, sem conseguir se organizar burocraticamente, Gros tentou obter o apoio do governo francês, que, ante o escândalo que representava tal aventura, resolveu acabar com ela. A Primeira República de Cunani foi extinta pelo governo francês, em 2 de setembro de 1887.

## A Segunda República (1887-1891)

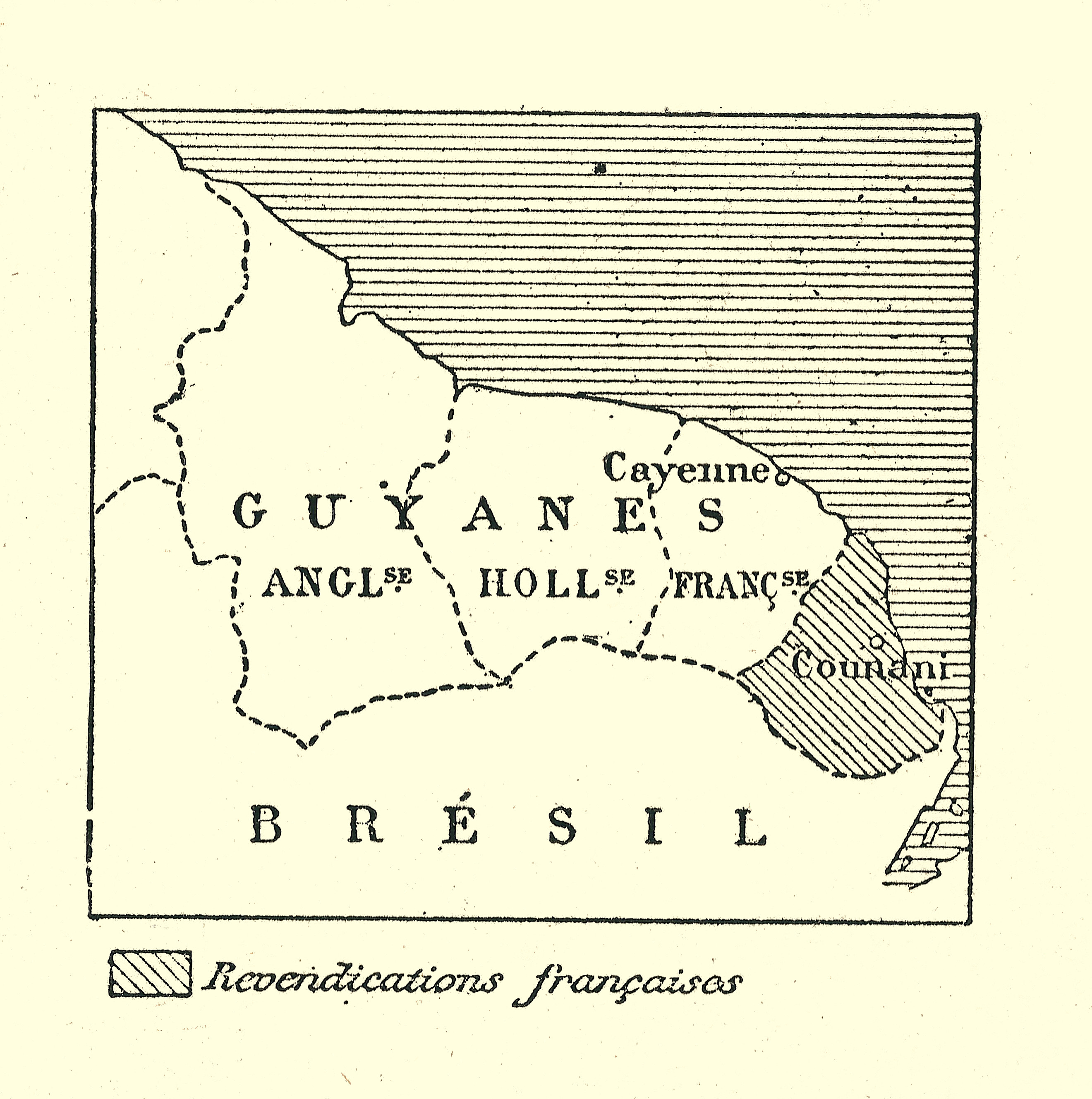
Mapa das Guianas Britânica, Holandesa e Francesa

Enquanto a França mergulha no escândalo da decoração, Guigues afirma que Cunani foi apenas uma colônia "livre" pedindo a proteção da França, atraindo novamente a ira de Gros que insiste em se considerar Presidente da República e, no final de 1887, voa uma nova bandeira em Vanves, “na villa presidencial”. Em janeiro de 1888, Gros entrou em contato com empresários ingleses. Com Alexander McDonald, fundou um sindicato que previa a exploração do território de Cunani por 99 anos para a extração dos principais recursos. Graças ao dinheiro do sindicato, Jules Gros e sua família trocaram Vanves por Cunani em 8 de julho de 1888.
Mas rapidamente Gros se desiludiu, não encontrando em Cunani o El Dorado que esperava. MacDonald rapidamente percebe que a França nunca reconheceu a República de Cunani. Gros volta para a França, onde morreu em 1891, ainda convencido de que era o Presidente da República de Cunani. A descoberta de ouro em 1895 na região do Calçoene reacendeu o conflito franco-brasileiro. Francisco Xavier da Veiga Cabral, conhecido como Cabralzinho, segundo chefe do triunvirato brasileiro, reivindica o disputado território de Cunani. A França e o Brasil recorreram à arbitragem da Suíça pela convenção de 10 de abril de 1895. Onde o Brasil então anexou o território.

## A Terceira República (1892-1911)
```
   |-
       |
Erro:
:  
valor não especificado para "
nome_comum
"
```

Entre 1904 e 1912, houve outra tentativa de separação, desta vez promovida pelo francês naturalizado brasileiro Adolph Brezet, que criou o Estado Livre de Cunani. Começou a encaminhar ofícios à região de Cunani, comunicando uma nova proclamação, e as nomeações de Félix Antonio de Souza, Antonio Napoleão da Costa e João Lopes Pereira para seu ministério.
O plano de Brezet foi imediatamente denunciado por Daniel Ferreira dos Santos ao governo brasileiro, que rapidamente sufocou o movimento, enviando força policial à região. Todos os envolvidos foram presos, com a exceção de Brezet, que, como Jules Gros, dirigia seu movimento desde Paris. Depois das prisões em Cunani, Brezet se recolheu e nunca mais se ouviu falar dele. Sobre essa iniciativa separatista, escreveu o Barão do Rio Branco, encarregado de defender os interesses do Brasil na disputa pelo território contra a França: 
O "Estado Livre" de que se trata só existe nas ridículas publicações que fazem em Paris um embusteiro e desequilibrado de nome A. Brezet e os seus sócios, totalmente desconhecidos no território que dizem ter organizado e estar governando. O assento desse intitulado governo está em uns aposentos da Avenida Villiers, n. 70, em Paris. É uma república de comédia, como a primeira intitulada de Cunani, a qual só funcionou em Vanves, nos arredores de Paris, com a única diferença de que a atual empresa é mais prática, pois tem por fim extorquir dinheiro pela venda de condecorações da "Ordem da Estrela de Cunani" e por meio de um empréstimo que procura levantar, explorando a gente crédula ou ignorante. Consta que, ultimamente, a polícia francesa tomou providências para evitar que se aumentasse em França o número das vítimas desses ousados cavalheiros de indústria e de alguns homens de boa-fé que a eles se reuniram."